# Trzęsienie ziemi w Kermanszahu (2017)
Trzęsienie ziemi w  Kermanszahu – trzęsienie ziemi o  magnitudzie 7,3 w skali Richtera, które nastąpiło 12 listopada 2017 na granicy irańsko-irackiej, w samym Iranie w prowincji Kermanszah. Jego epicentrum znajdowało się około 30 kilometrów na południe od miasta Halabdża, irackiego Kurdystanu.

## Trzęsienie ziemi
Trzęsienie ziemi miało miejsce w pobliżu granicy iracko-irackiej, około 220 kilometrów (140 mil) na północny wschód od Bagdadu. Najbardziej dotkniętym obszarem była prowincja Kermanszah, gdzie najbardziej ucierpiały miasta Halabdża, Irak i Sarpol-e Zahab. W trzęsieniu ziemi zginęło 630 osób, a ponad 10 tys. zostało rannych.